# Октябрьское сельское поселение (Чердаклинский район)
Октя́брьское се́льское поселе́ние — муниципальное образование в составе Чердаклинского района Ульяновской области.
Административный центр — посёлок Октябрьский.

## История
Октябрьское городское поселение было образовано 29 мая 2005 года в ходе муниципальной реформы. В его состав вошли рабочий посёлок Октябрьский и 2 посёлка сельского типа.
30 октября 2007 года на сходе жителей городского поселения было решено изменить статус населённого пункта с «рабочего посёлка» на «посёлок» и преобразовать городское поселение в сельское. Эти изменения вступили в действие с 1 января 2009 года согласно закону Ульяновской области № 180-ЗО от 5 ноября 2008 года.

## Население
| 2010  | 2012  | 2013  | 2014  | 2015  | 2016  | 2017  |
| ----- | ----- | ----- | ----- | ----- | ----- | ----- |
| 7459  | ↗7822 | ↗8233 | ↗8460 | ↘8406 | ↘8268 | ↘7983 |
| 2018  | 2019  | 2020  | 2021  |       |       |       |
| ↘7900 | ↘7876 | ↘7787 | ↘6675 |       |       |       |

## Состав сельского поселения
В состав поселения входят 3 посёлка.
| № | Населённый пункт | Тип населённого пункта          | Население |
| - | ---------------- | ------------------------------- | --------- |
| 1 | Октябрьский      | посёлок, административный центр | ↘5035     |
| 2 | Первомайский     | посёлок                         | 1187      |
| 3 | Пятисотенный     | посёлок                         | 594       |